# Кинь-Ґрусть
Кинь-Ґрусть (або Дача Кульженка) — історична місцевість Києва. Включає площу Т. Шевченка і прилеглі вулиці (Навашина, Полярну, Пуща-Водицьку, Сошенка та деякі ін.).

## Історія назви

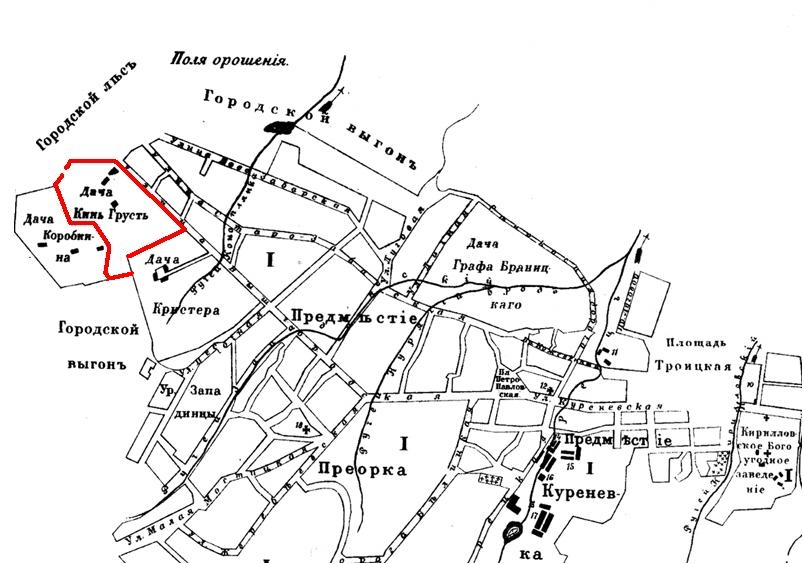
Схема передмість Києва. Дача Кинь-Грусть

Походження назви пов'язують із легендою про перебування у Києві російської імператриці Катерини Другої, яка, проїжджаючи 1787 цією місцевістю, нібито, сказала князю Потьомкіну: «Кинь грусть!». Згодом — дачна місцевість, яка належала полковнику М. Є. Бегичеву, з 1838 — П. Я. і М. Г. Лукашевичам, а наприкінці 19 ст. придбана С. В. Кульженком, звідки одержала іншу назву — «Дача Кульженка». Інші назви місцевості: «Лісове урочище Крістерів», «Крістерова гірка». Серед науковців закріпилася назва «Комплекс залишків садиби Вільгельма Готліба Крістера»

## Природні пам'ятки

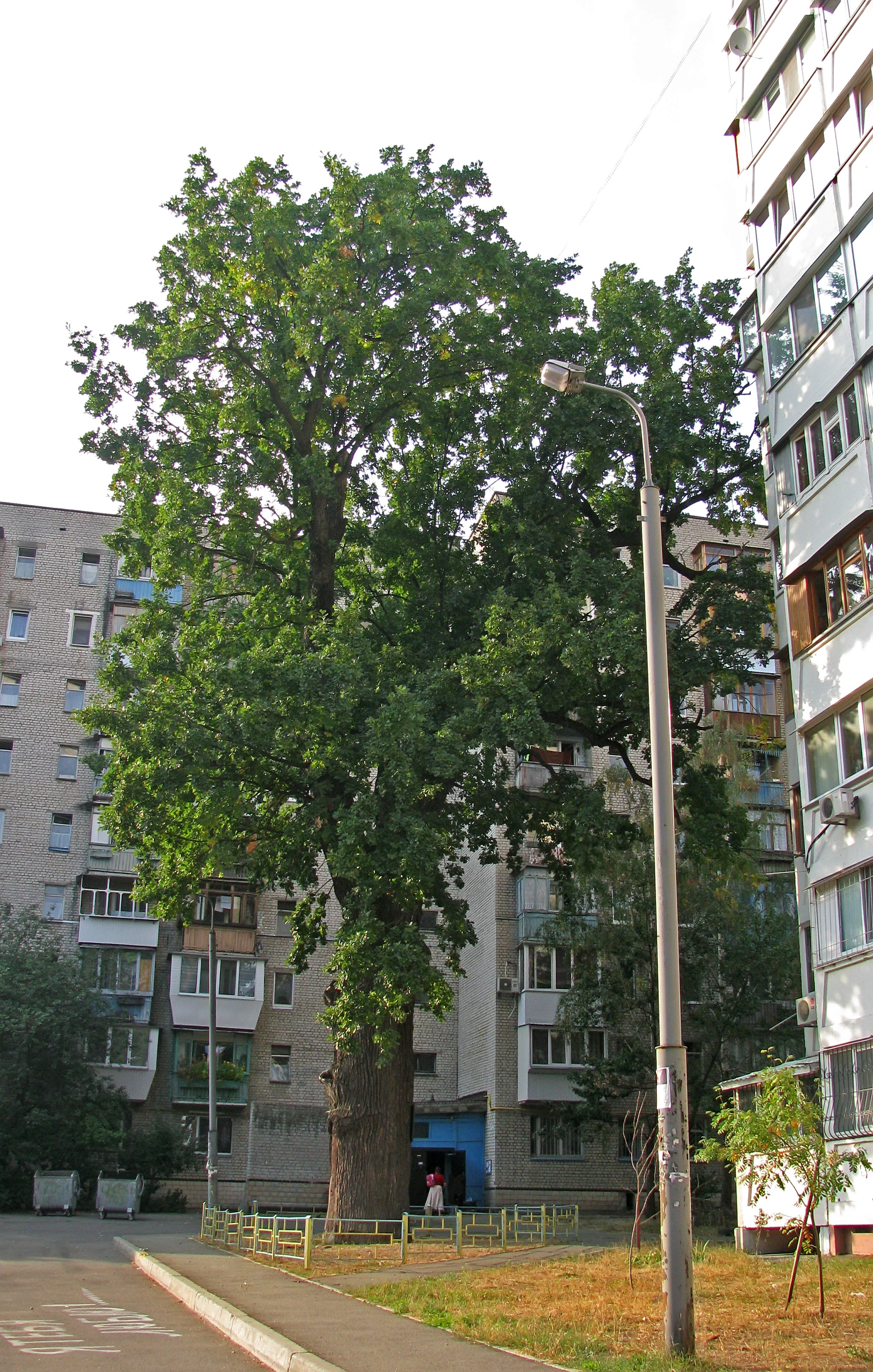
Віковий дуб Крістера

Місцевість є багатою на пам'ятки природи. На території біля лісництва збереглося чимало екзотичних рослин — дві сосни Веймутова, чотири сибірські модрини висотою понад 20 метрів і більше двох метрів в обіймищі. У колишньому парку Крістера ростуть блакитні ялини, тис ягідний, біота східна, дуби болотний і північний. На вулиці Байди-Вишневецького, 2-а росте легендарна 150-літня «Ялина Крістера», посаджена самим Вільгельмом. Уздовж вул. Кобзарської є 150-літні сосни й величезна стара липа триметрового діаметра, стовбур якої розділяється на три гілки, завтовшки у півметра. По вул. Байди-Вишневецького, біля будинку № 3 росте один з найстарійших і найбільших дубів Києва. Йому близько 700 років, його висота понад 30 метрів, обіймище стовбура — п'ять із половиною метрів. Під цим дубом любив відпочивати Вільгельм Крістер, а іноді й Тарас Григорович Шевченко, який часто бував у нього в гостях.[джерело?]